# Avangard Charkiv
Avangard Charkiv (ukrainska: Авангард Харків), är en ishockeyklubb från Charkiv, Charkiv oblast, Ukraina. Klubben deltog i Sovjetiska mästerskapsserien i ishockey 1957/1958, och planerade efter många års inaktivitet att delta i Ukrainian Hockey Extra League säsongen 2015/2016. Dock uppfyllde inte klubben kriterierna och deltog inte i ligan.